# Forêt de Montgeon
La forêt de Montgeon est un parc et une aire de loisirs de la ville du Havre en Normandie. Mesurant 270 hectares, il s'agit du plus grand espace vert de la ville. Elle se situe en ville haute, et s'étend du tunnel Jenner à Fontaine-la-Mallet. On y trouve des lacs, une volière et une faune sauvage (lapins, renards, écureuils…). Un arboretum de conifères, fondé en 1993, permet aux visiteurs de découvrir quelque 115 taxons.

## Historique
La forêt de Montgeon était appelée Forêt des Hallates : elle est constituée des restes de la grande forêt qui recouvrait tout le pays de Caux pendant la Préhistoire. Le site est déjà occupé par les Hommes aux temps préhistoriques comme en témoignent les vestiges qui y ont été exhumés : des pointes de flèche, des grattoirs en silex et des tessons de céramique datant du Néolithique ont été retrouvés dans la partie nord-est. Les archéologues y ont également découvert un cimetière laténien et une nécropole romaine. La forêt a été acquise par la municipalité le 11 avril 1902 et aménagée par Michel Bejot entre 1966 et 1971. Pendant la Seconde Guerre mondiale, la forêt a abrité un dépôt de munitions de l'armée allemande, réalisé en séries d'alvéoles entourées de levées de terre. À la Libération un camp cigarette fut érigé pour les soldats américains (le camp Herbert Tareyton).
Après 1945 et le rapatriement des soldats américains, le Camp Tareyton avec  ses bâtiments en demi-lunes servit à héberger des familles sinistrées. Par la suite la forêt a été aménagée et plusieurs secteurs ont été reboisés.

## Renseignements pratiques et activités
L'entrée est gratuite tous les jours. La circulation et le stationnement des véhicules sont interdits entre 22 h et 5 h 30. Grâce à ses terrains de football, ses aires de jeux et sa zone cavalière, la forêt de Montgeon est l'un des principaux lieux de pratique du sport pour les Havrais. Les sentiers dans les bois permettent des activités comme la randonnée, le jogging, le cross, la course d'orientation, le VTT… Le Pôle Montgeon permet de louer des vélos, des engins nautiques à pédales et des twinriders tous les après-midi d'été.